# Claudia Alonso Rojas
Claudia Alonso Rojas (Toledo, 11 de febrer de 1981) és una advocada i política espanyola del Partit Popular (PP).
Nascuda l'11 de febrer de 1981 a Toledo i llicenciada en dret per la Universitat de Castella-la Manxa, va treballar en ocupacions temporals per McDonald's, com a repartidora de guies telefòniques i hostessa de congressos. Advocada del Bufet Muñoz Perea S.L.P., exercent entre 2007 i 2011, es va presentar com a candidata al número 4 de la llista del PP per a les eleccions municipals de 2011 a Toledo. Va ser elegida regidora de l'Ajuntament de Toledo. Va contreure matrimoni el juliol de 2011. Va ser candidata simultàniament a las eleccions municipals de 2015 a Toledo (no. 2 de la llista encapçalada per Jesús Labrador) i a les eleccions a les Corts de Castella-la Manxa de 2015, renovant la seva acta de regidora, i servint com a diputada de la novena legislatura del parlament regional. Va encapçalar la llista del PP per a les municipals de maig de 2019 a Toledo.